# Ze'ev Revach

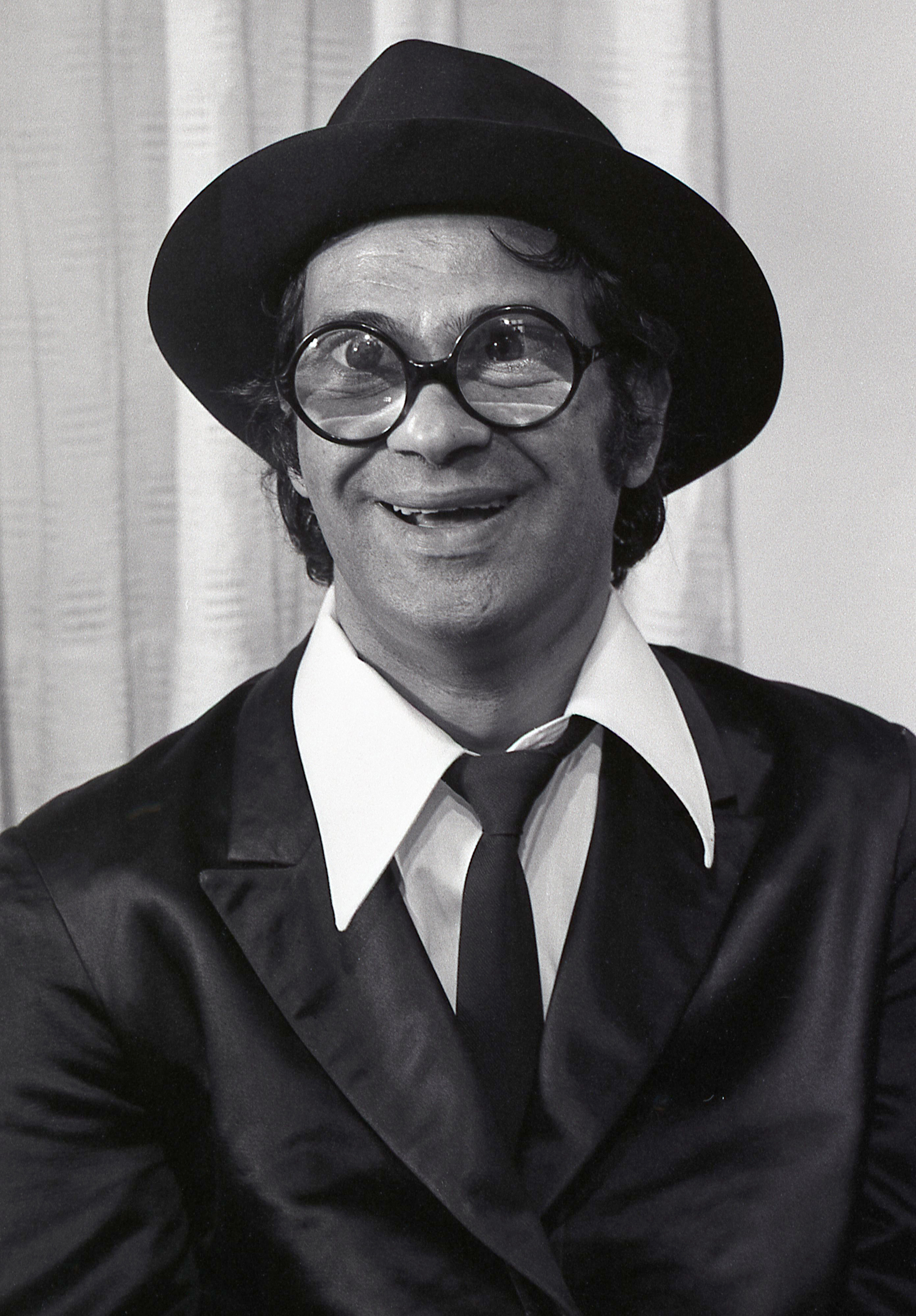
Ze’ev Revach

Ze'ev Revach (hebräisch זאב רווח)  (geboren am 15. August 1940 in Rabat, Marokko; gestorben am 18. Januar 2025 in Ramat Gan, Israel) war ein israelischer Komödiant, Schauspieler, Regisseur und Drehbuchautor. Er war ein Star des israelischen Filmgenres Bourekas-Filme.

## Leben
Revach wurde in Marokko geboren. Er diente in den israelischen Verteidigungsstreitkräften, bevor er in Tel Aviv Schauspiel studierte. Nach seinem Abschluss an der Beit-Zvi-Schauspielschule wirkte er in 30 Filmen mit.
Die israelische Zeitung Haaretz beschrieb Revachs Filme als ein „skurriles israelisches Genre komischer Melodramen und Rührstücke … basierend auf ethnischen Stereotypen der 1960s and 1970s.“
Als Regisseur und Drehbuchautor verantwortete er rund 15 Produktionen. Einige seiner Filme, besonders Hasamba, Hagiga B’Snooker und Charlie Ve’hetzi begründeten den Kult der Bourekas-Filme.

## Filmpreise
2000 gewann Revach den Preis als bester Schauspieler der Israelischen Filmakademie für seine Rolle als Shabtai Kassodas in Beitar Provence, 2014 erhielt er ihn für Am Ende ein Fest.
Im Mai 2010 wurde er auf dem Filmfestival in Sderot erneut ausgezeichnet. Die Festivalorganisatoren begründeten ihre Entscheidung damit, dass seine Filme „kritische, subversive israelische und mediterrane Texte in Form und Inhalt sind.“

## Filmografie
- 1966: Sabina v'havgarim
- 1968: Geheimcode: Die Katze zeigt ihre Krallen (Hamisha Yamim B'Sinai)
- 1971: Hasamba
- 1972: Das zweite Kommando (The Jerusalem File)
- 1974: Charlie Ve'hetzi
- 1975: Hagiga B'Snuker
- 1978: Wenn Zachi ins Manöver zieht (Shraga Katan)
- 1996: The Quest – Die Herausforderung (the Quest)
- 1997: Ha-Muvtal Batito
- 1998: Flucht aus Saudi-Arabien (Escape: Human Cargo) (Fernsehfilm)
- 1999: Delta Force One: The Lost Patrol
- 2000: The Last Warrior (The Last Patrol)
- 2014: Am Ende ein Fest (Mita tova)
- 2014: Gett: Der Prozess der Viviane Amsalem (Gett)
- 2022: Roses Gate